# Горькоріченська
Горькоріченська — річка в Росії, протікає Куртамишським і Звіриноголівським районами Курганської області. Гирло річки знаходиться за 868 км по лівому березі річки Тобол біля села Редуть. Довжина річки складає 22 км.
За даними державного водного реєстру Росії відноситься до Іртиського басейнового округу, водогосподарська ділянка річки - Тобол від впадання річки Уй до міста Курган, річковий підбасейн річки - Тобол. Річковий басейн річки - Іртиш.
Код об'єкта в державному водному реєстрі - 14010500312111200002181 .